# Credens (priesterkoor)

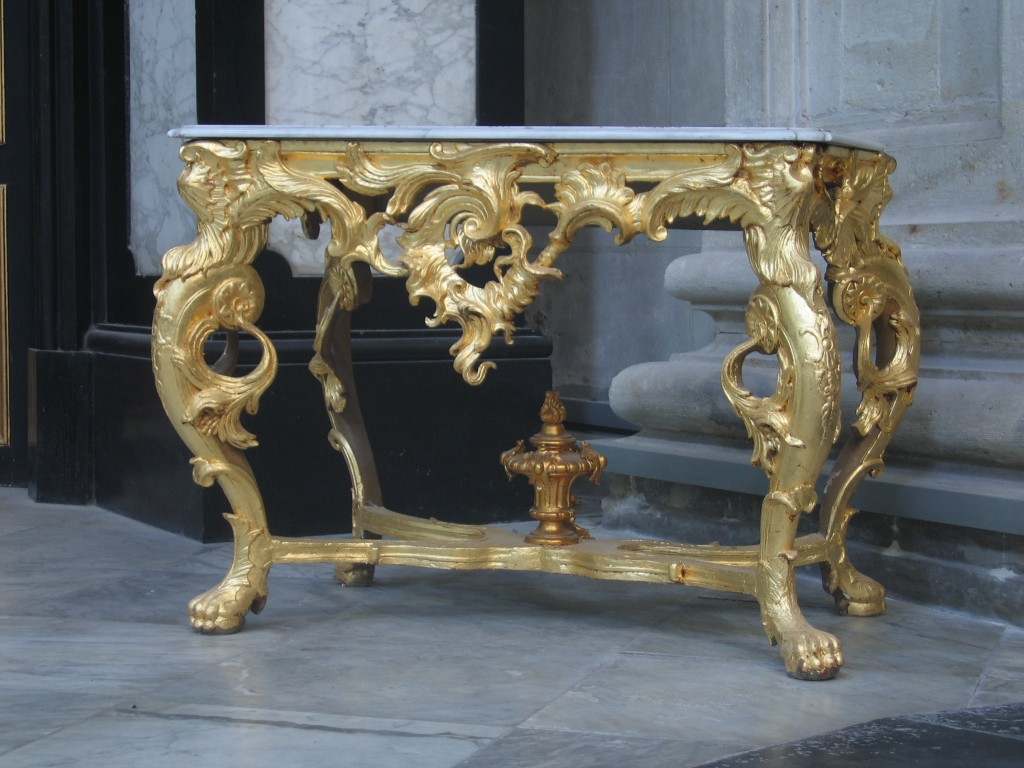
Credenstafel in de Abdijkerk van Grimbergen

Een credenstafel (mogelijk van het Italiaanse credentia, dat vertrouwen  betekent) is een tafel waarop de voor een ceremonie of maaltijd bijzonder belangrijke voorwerpen worden geplaatst. De relatie met het vertrouwen ligt volgens één uitleg in het risico van het vergiftigen van de wijn en het voedsel dat op de credenza klaarstond. Meestal zal men in de huiselijke sfeer niet van een credenza of credenstafel maar eerder van een buffet spreken.

## De credenstafel in de katholieke liturgie
In een kerk is de credenstafel een tafel aan de zijkant van het priesterkoor, waar een deel van de benodigdheden voor het misoffer staat:
- de kelk met purificatorium (kelkdoekje) en daarbovenop de palla
- de pateen met de hostie
- het kelkvelum boven de kelk en de pateen
- de bursa met daarin de corporale
- de ampullen met water en wijn
- de waterkan met een schaal en doek voor de handenwassing.

Verder staan op de credens een kruisbeeld en twee brandende kaarsen.

## Ander gebruik van de credenstafel
Ook in een plechtigheid van de wereldlijke overheid wordt een credenstafel gebruikt. Bij de inhuldiging van de Nederlandse koning worden de regalia op een credenstafel in de Nieuwe Kerk geplaatst.